# La casa dei bambini speciali di Miss Peregrine
La casa dei bambini speciali di Miss Peregrine (Miss Peregrine's Home for Peculiar Children), meglio noto come Miss Peregrine - La casa dei ragazzi speciali, è un romanzo fantasy del 2011 dello scrittore statunitense Ransom Riggs, il primo della serie di Miss Peregrine. Narra la storia di un ragazzo che, a seguito di una terribile tragedia familiare, segue gli indizi che lo portano in una casa di bambini abbandonati su un'isola gallese. La storia è raccontata attraverso una combinazione di narrativa e fotografia vernacolare tratta dagli archivi personali dei collezionisti elencati dall'autore.
Questo libro per giovani adulti venne originariamente pensato come un libro di immagini riproducente fotografie che Riggs aveva collezionato, ma su suggerimento dell'editore Quirk Books, lo scrittore usò le fotografie come traccia per la stesura del romanzo. Riggs era un collezionista di fotografie, ma aveva bisogno di qualcosa di più per il suo romanzo. Incontrò Leonard Lightfoot, un noto collezionista di Pasadena che lo presentò ad altri collezionisti. Ne scaturì la storia di un ragazzo che segue gli indizi tratti da vecchie fotografie di suo nonno, che lo porteranno in un grande orfanotrofio abbandonato su un'isola gallese.
Il romanzo divenne un best seller del New York Times. Raggiunse la posizione #1 della Children's Chapter Books list il 29 aprile 2012, dopo essere stato in graduatoria per 45 settimane, rimanendovi fino al 20 maggio, quando passò al quarto posto I critici elogiarono generalmente il libro per l'uso creativo di fotografie d'epoca, così come per la buona caratterizzazione e le impostazioni.

## Trama
Da bambino, Jacob Magellan Portman è stato affascinato dalle storie di suo nonno Abraham sul sopravvivere come ebreo durante la seconda guerra mondiale, scappando da mostri mangiatori di uomini e vivendo con bambini particolari in una casa segreta sorvegliata da "un vecchio uccello saggio". Mentre Jacob cresce, comincia a dubitare delle storie fino all'arrivo della morte di suo nonno. Sparsi di sangue, sfiniti e sdraiati nel suo giardino sul retro alla periferia della Florida, le ultime parole di Abraham sono un mistero: "... trova l'uccello nell'anello, dall'altra parte della tomba del vecchio il 3 settembre 1940 e dì loro cosa è successo. " Mentre suo nonno muore, Jacob vede un orribile mostro proprio come quelli descritti nelle sue storie. Presto, inizia a sperimentare il trauma e ad essere tormentato da incubi relativi a quei mostri. Credendo che il loro figlio stia diventando pazzo, i genitori di Jacob lo portano dal dottor Golan, uno psichiatra, che suggerisce a Jacob di andare a Cairnholm, nel Galles, dove si trova la casa dei ragazzi speciali di cui parlava suo nonno per affrontare il luogo del suo trauma. Accompagnato da suo padre, Jacob individua ed esplora la vecchia casa solo per trovarla vuota e tutta rasa in polvere. Secondo la popolazione locale, il luogo è infestato e una bomba ha ucciso tutti i suoi abitanti molti anni prima, il 3 settembre 1940.
Percependo una connessione, Jacob si rifiuta di arrendersi e torna alla casa un'altra volta, dove incontra una ragazza misteriosa che può evocare il fuoco con le sue mani, e decide di seguirla cercando di interrogarla dopo averla sentita chiamare il nome di suo nonno. Raggiungono le paludi che circondano la casa prima che Jacob si renda conto che la gente di Cairnholm è diversa, compresi i clienti della locanda, e che suo padre non è lì. Fortunatamente, un confuso Jacob viene salvato dalla ragazza di prima e un ragazzo invisibile, che si presentano rispettivamente come Emma Bloom e Millard Nullings. Emma, sospettosa, lo tiene prigioniero e lo porta nella casa dei bambini, che trova magicamente trasformato nel paradiso delle storie di suo nonno, compresi i bambini particolari e il "vecchio saggio", che è di fatto la preside Miss Alma LeFay Peregrine. Lì Jacob viene presentato anche ad altri bambini speciali oltre a Emma e Millard: Bronwyn Bruntley, una ragazza con una forza incredibile; Claire Densmore, una bambina con una bocca in più nella parte posteriore della testa; Olive Abroholos Elephanta, una bambina che può levitare; Enoch O'Connor, un ragazzo che può resuscitare i morti trapiantando i cuori per un breve periodo di tempo; Hugh Apiston, un ragazzo con le api che vivono nello stomaco; Fiona Frauenfeld, una ragazza con un'affinità per le piante in crescita; e Horace Somnusson, un ragazzo con sogni profetici. Scioccato e confuso dallo stato del luogo, Olive e Millard spiegano a Jacob che sono attualmente presenti in un anello temporale, un luogo in cui il tempo è costantemente invertito e dove tutti rivivono lo stesso giorno tutti i giorni, il 3 settembre 1940. Questo è possibile grazie a Miss Peregrine, un tipo speciale noto come "ymbryne", che può trasformarsi in uccello e manipolare il tempo. Oltre a tenerli in vita (se no la bomba li avrebbe uccisi), questo anello temporale protegge anche i bambini speciali dall'essere cacciati dagli Spettri e dagli spiriti Vacui - umanoidi e dalla bocca tentacolare che divorano gli speciali, divenuti mostri dopo un esperimento. Quell'esperimento si è verificato nella tundra siberiana, che è stata distrutta dalla reazione esplosiva, e da lì sono nati i Vacui. Oltre a essere una minaccia, gli spiriti che hanno consumato abbastanza speciali si sono evoluti in spettri, esseri che assomigliano agli umani in ogni aspetto tranne che per i loro occhi che non hanno pupille. L'obiettivo finale di questi spettri è quello di ottenere il potere dalle peculiarità, così come trasformare ognuno dei loro compagni in uno spirito che governerà il mondo.
Presto, l'ex mentore di Miss Peregrine, Miss Avocet, arriva alla casa, in preda al dolore per il rapimento dei suoi bambini, uccisi dai Vacui. Temendo per la sicurezza dei bambini, Jacob ha il compito di segnalare qualsiasi informazione sospetta nel mondo esterno. Con il suo andirivieni, Jacob ed Emma iniziano a sviluppare sentimenti reciproci, oltre a scoprire il proprio io peculiare: Jacob, infatti, proprio come suo nonno, scopre che può vedere i Vacui mentre gli altri speciali non possono. Le paure di Miss Peregrine sono confermate quando i corpi di pecore senza occhi cominciano ad accumularsi e Martin, un operaio del Cairnholm Local Museum, viene ucciso. Andando contro gli ordini di Miss Peregrine di non uscire di casa, Enoch, Bronwyn, Emma, Jacob e Millard scappano, ed Enoch usa un cuore di una pecora per riportare brevemente in vita Martin. Martin riesce a informare il gruppo della presenza di uno spettro sull'isola, ma a quel punto è troppo tardi perché uno di essi appare proprio dietro di loro insieme a un compagno Vacuo. Per lo shock di Jacob, si rivela essere il dottor Golan, così come il giardiniere assunto dalla famiglia di Jacob, e l'autista di autobus della scuola media. Jacob rifiuta l'offerta di Golan di unirsi a lui nel trovare altri particolari, e decide di restare con i suoi amici. Golan invia il suo Vacuo ad uccidere il gruppo, ed Emma e Jacob si separano dagli altri. Dopo una breve colluttazione, Jacob uccide il Vacuo con un paio di cesoie per le pecore. Tornati all'orfanotrofio, scoprono che Golan ha rapito Miss Peregrine e Miss Avocet e bloccato il resto dei bambini nella casa.
Golan li avverte di non tentare di salvare Miss Peregrine e di lasciare l'anello, ma Millard riesce a sgattaiolare invisibilmente e seguirlo. Jacob e i suoi amici seguono le tracce di Millard e trovano Golan vicino a un faro che cerca di prendere una barca con gli altri compagni spettri. Durante il processo di salvataggio di Miss Peregrine, che è intrappolata nella sua forma di uccello, Millard viene ferito da uno sparo, ma Golan viene infine ucciso da Jacob. Proprio in quel momento arrivano gli altri speciali e anche se sono in grado di salvare Miss Peregrine, Miss Avocet viene portata via. Ritornati all'orfanotrofio, lo trovano distrutto, lasciandoli a dover rintracciare gli spiriti e scoprire come aiutare Miss Peregrine. È allora che Jacob decide di seguire i suoi amici e torna al presente per salutare suo padre, ma promette di tornare quando la sua missione sarà finita. Guidati solo da un sogno profetico di Horace, salpano per trovare aiuto.

## Glossario degli Speciali
- Speciali — Ramo invisibile di ogni specie, umana o animale, benedetta - e maledetta - da poteri soprannaturali, quali l'evocare il fuoco dalle dita o l'essere leggeri come l'aria. Onorati nei tempi antichi, temuti e perseguitati in quelli più recenti, gli Speciali sono reietti che vivono nell'ombra.
- Anelli — Area circoscritta all'interno della quale un unico giorno continua a ripetersi all'infinito. Creati e sorvegliati dalle ymbryne per salvaguardare dai pericoli gli speciali posti sotto la loro tutela, gli anelli ritardano per sempre l'invecchiamento di chi li abita. Ma chi vive in un anello non è affatto immortale: ogni giorno «saltato» si accumula in un debito, che viene riscosso provocando un veloce e orribile invecchiamento nel caso lo Speciale si attardi troppo a lungo all'esterno del proprio anello.
- Ymbryne — Matriarche mutaforma degli Speciali. Possono trasformarsi in uccelli, se lo desiderano, manipolare il tempo, e hanno il compito di proteggere i ragazzi Speciali. Nell'antico Idioma degli Speciali, la parola ymbryne significa «rivoluzione, circuito».
- Spiriti Vacui — Ex Speciali dalle fattezze mostruose che hanno fame delle anime dei loro antichi fratelli. Somigliano a cadaveri avvizziti, eccezion fatta per l'energica mascella che cela al proprio interno un groviglio di lingue tentacolari. Prima di una recente innovazione, essi non potevano entrare negli anelli.
- Spettri — Se un Vacuo mangia un numero sufficiente di anime degli Speciale diventa uno Spettro. Essi sono visibili a chiunque e sembrano Normali in tutto e per tutto, tranne che per gli occhi completamente bianchi e privi di pupilla. Scaltri, manipolatori e bravissimi a mimetizzarsi, lavorano da anni per infiltrarsi tra i Normali e gli Speciali.

## Personaggi

### Ragazzispeciali.
- Jacob Portman — È il protagonista e nipote di Abe Portman, e da lui ha ereditato il suo potere, che consiste nel vedere gli Spiriti Vacui, invisibili all'occhio umano e Speciale. È innamorato di Emma, e ha deciso di aiutare Miss Peregrine nella battaglia contro gli spettri. Ha sedici anni.
- Bronwyn Bruntley — Appare come un'adolescente. Bronwyn è intrisa di forza incredibile come suo fratello Victor. Viene considerata un'altra figura materna oltre a Miss Peregrine per i ragazzi più piccoli, come Olive e Claire nel libro. Bronwyn è estremamente leale e di buon cuore e capace di fare di tutto per i suoi amici.
- Enoch O'Connor — Egli è capace di resuscitare e dare vita ad oggetti inanimati per un limitato periodo di tempo. Sembra una persona senza cuore, ma è qualcuno che si preoccupa realmente per coloro a cui tiene.
- Emma Bloom —  È una ragazzina capace di scaturire fiamme dalle mani, perciò tutto il suo corpo è ignifugo. Ha un carattere da leader, infatti dopo la scomparsa di Miss Peregrine sarà lei a prendere il comando nelle ricerche della ymbryne.
- Horace Somnusson — Riesce ad avere sogni profetici. Segue la moda dell'epoca, ed è comunemente vestito in giacca e cravatta, con un cappello a cilindro e un monocolo. Parla con un accento inglese ed è pretenzioso e altezzoso. Egli è anche molto vile e si conferma essere il personaggio più comico della trilogia, con molte battute divertenti.
- Fiona Frauenfeld — Appare come un'adolescente poiché vive nell'anello temporale. Ha un'affinità con le piante e può farle crescere o morire ogni volta che le piace, anche se quest'ultima cosa è abbastanza rara. Ha l'immunità alla maggior parte dei veleni e sostanze tossiche. Si mantiene in uno stato trasandato, per alcuni aspetti, come le sue amate piante e non parla praticamente mai.
- Hugh Apiston — Appare come un adolescente poiché risiede nell'anello temporale. Ha una grande empatia con le api. Le immagazzina nel suo stomaco per proteggerle e può farle uscire quando vuole. Hugh è innamorato di Fiona, ricambiato da lei. Gli altri speciali ritengono che dato che l'uno controlla le api e l'altra le piante, la loro attrazione reciproca sia naturale.
- Millard Nullings — Appare come un giovane adolescente e ha la straordinaria peculiarità di essere invisibile. Purtroppo, a causa della sua peculiarità, non può mai essere visto e così indossa gli abiti, la maggior parte delle volte, su richiesta di Miss Peregrine. Egli è anche estremamente ben versato in tutte le cose particolari, e documenta gli eventi di ogni essere vivente sull'isola durante il giorno che si ripete nell'anello.
- Olive Elephanta — Una dei più giovani ragazzi speciali. Lei è leggera come l'aria, infatti indossa degli scarponi speciali fatti di piombo che la tengono salda a terra (nell'adattamento cinematografico di Tim Burton, Olive Elephanta è invece la ragazza capace di evocare le fiamme, innamorata di Enoch).
- Claire Densmore — La più giovane dei ragazzi speciali, ha la peculiarità di avere una bocca in più nella parte posteriore della testa con i denti estremamente nitidi, nascosta sotto i suoi riccioli biondi.
- Victor Bruntley — Fratello di Bronwyn. Come sua sorella Bronwyn, Victor ha una forza incredibile. È stato ucciso da un Vacuo prima dell'inizio della serie e il suo corpo è stato tenuto in una camera da letto al piano superiore fino a quando non lo seppellirono. Prima della sua morte, era il miglior amico di Enoch. A causa di questo Enoch accusa Abraham e Jacob della sua morte, fino alla fine del libro e del film.

### Ymbrynes
Una Ymbryne è un particolare tipo di speciale che può trasformarsi in un uccello ed è in grado di creare e mantenere un ciclo del tempo. Si tratta sempre di soggetti di sesso femminile e proteggono i ragazzi speciali, gli adulti e gli animali, spesso salvandoli da situazioni terribili.
- Alma LeFay Peregrine  — Miss Peregrine è la direttrice della scuola. È una donna delicata, che ama fumare la pipa e adora il suo lavoro, anche se a volte può essere eccessivamente rigorosa. Viveva nel ciclo del tempo di Miss Avocetta quando era giovane e può trasformarsi in un falco pellegrino.
- Esmeralda Avocet — Miss Avocet è una donna anziana dei primi anni dell'era vittoriana in Inghilterra. Il suo ciclo del tempo è stato invaso da creature e hollowgasts, costringendola a ritirarsi nel ciclo di Miss Peregrine. Può trasformarsi in un'avocetta.
- Miss Finch — Molto poco si conosce sul suo conto. Può trasformarsi in un fringuello ed ha una zia sotto forma di fringuello.
- Balenciaga Wren -- Miss Wren è la direttrice di un serraglio per animali speciali. Può trasformarsi in uno scricciolo.
- Millicent Thrush -- Miss Thrush aveva un ciclo del tempo per ragazzi speciali a Londra. Può trasformarsi in un tordo.

### Nonspeciali
- Maryann Portman — Maryann è la madre di Jacob e moglie di Franklin. Crebbe in una famiglia ricca e ancora oggi vive nell'agiatezza ed è molto protettiva nei confronti di Jacob.
- Susan Portman — Susan è l'amata zia di Jacob. Gli ha dato la copia di suo nonno dei poemi di Ralph Waldo Emerson, che hanno condotto Jacob nella sua avventura in Galles.
- Franklin Portman- Padre di Jacob, ha sposato Maryann, è fratello di Susan e figlio di Abraham.

## Accoglienza
Miss Peregrine's è rimasto per 70 settimane nella lista dei best seller del The New York Times dei libri per ragazzi. Ha raggiunto la prima posizione nella lista il 29 aprile 2012 dopo 45 settimane di permanenza. Vi rimase fino al 20 maggio quando retrocesse in quarta posizione. Uscì definitivamente dalla lista il 9 settembre 2012, dopo 63 settimane.
Secondo quanto scritto da Deborah Netburn sul Los Angeles Times, la parte migliore del romanzo è "una serie di foto in bianco e nero sparse per il libro". Publishers Weekly classificò il libro "una piacevole, eccentrica lettura caratterizzata da personaggi ben sviluppati, con un paesaggio gallese credibile, e alcuni mostri molto raccapriccianti."

## Sequel e Spin Off
Un sequel, intitolato Hollow City - Il ritorno dei ragazzi speciali di Miss Peregrine (Hollow City) è stato pubblicato il 14 gennaio 2014. Il romanzo è ambientato immediatamente dopo gli avvenimenti del primo e vede Jacob e i suoi amici lasciare Miss Peregrine per andare nella "particolare capitale del mondo", Londra.
Il terzo libro della serie di Miss Peregrine, intitolato La biblioteca delle anime (Library of Souls) venne annunciato agli inizi del 2015 e pubblicato il 22 settembre dello stesso anno. Il quarto volume della serie, dal titolo La mappa dei giorni (A Map of Days), è stato pubblicato nell'ottobre 2018.
Il 15 Febbraio 2020 viene pubblicato il quinto libro della serie intitolato "Miss Peregrine La scuola dei ragazzi speciali libro quinto - La conferenza delle Ymbryne".
Nel 2016 è invece stato pubblicato uno spin off intitolato "I racconti degli speciali".
Trama:Quella degli Speciali è una storia antica, che comincia molto prima dell'arrivo di Miss Peregrine; è una storia che riecheggia misteri e stravaganze, ed è custodita in questa raccolta di racconti curata proprio da uno Speciale, Millard Nullings, il ragazzo invisibile ospite della casa di Miss Peregrine. All'interno di queste storie dal retrogusto fiabesco, e talora venate da un'atmosfera gotica, si muovono personaggi fantastici, spesso spaventosi, ma anche divertenti e assolutamente bizzarri: una principessa squamosa dalla lingua biforcuta; una ragazzina spericolata, amica degli incubi; un ragazzo capace di parlare al mare; e una strampalata comunità di facoltosi e raffinati cannibali. Tutti ci accompagnano in un singolare viaggio agli albori della società degli Speciali, trasportandoci nella sala macchine di un universo parallelo e affascinante.

## Adattamenti

### Romanzo grafico
Un adattamento sotto forma di romanzo grafico è stato realizzato da Cassandra Jean nel novembre 2013. In Italia è edito dal 12 gennaio 2016.

### Film
Un adattamento cinematografico è stato realizzato negli Stati Uniti e programmato nel settembre 2016. Il film Miss Peregrine's Home for Peculiar Children è stato diretto da Tim Burton su sceneggiatura di Jane Goldman. Eva Green ha interpretato Miss Peregrine con Asa Butterfield nel ruolo di Jacob, e Ella Purnell in quello di Emma Bloom. Il libro è molto diverso dal film, infatti ci sono discordanze sia tra i personaggi sia tra le trame. Nell'adattamento cinematografico di Tim Burton, i personaggi di Olive Elephanta e di Emma Bloom sono invertiti: Emma è la ragazza capace di comandare l'aria, innamorata di Jacob; Olive è invece la ragazza capace di evocare le fiamme, innamorata di Enoch.

## Edizioni
- Ransom Riggs. La casa per bambini speciali di Miss Peregrine. Traduzione di Ilaria Katerinov. Milano, «Rizzoli best», I edizione originale italiana, novembre 2011 (stampa ottobre). ISBN 9788817053860
- Miss Peregrine - La casa dei ragazzi speciali, Rizzoli, 2016